# 拟等雪锉蛤
拟等雪锉蛤（学名：Isolima limopsis），是莺蛤目狐蛤科Isolima属的一种。主要分布于中国大陆，常栖息在水深118－228米泥沙底质。